# Азиатска част на Русия
Азиатската част на Русия или Азиатска Русия (на руски: Азиатская часть России) е част от Русия, географски свързана с континента Азия. В административно отношение обхваща три федерални окръга - Уралски, Сибирски и Далекоизточен федерален окръг.
Общата площ на макрорегиона е 13.1 милиона км2, което е около 77 % от територията на днешна Русия. Населението през 2002 година в тази част на страната е около 39.13 млн. души, което представлява 27 % от общото население.
Най-големи градове, с население над 500 000 души са: Барнаул, Владивосток, Екатеринбург, Иркутск, Кемерово, Красноярск, Новокузнецк, Новосибирск, Омск, Тюмен, Томск, Хабаровск и Челябинск.